# Șagu
Șagu – wieś w Rumunii, w okręgu Arad, w gminie Șagu. W 2011 roku liczyła 2006 mieszkańców. 